# Église Saint-Clément d'Haramont
L'église Saint-Clément est une église située à Haramont, en France.

## Localisation
L'église est située sur la commune d'Haramont, dans le département de l'Aisne.

## Historique
Sa construction date de la moitié du XIIe siècle, la nef et la façade ayant été restaureés au XVIe siècle. La sacristie est un ajout du XIXe siècle, à l'époque où l'église est de nouveau restaurée.
Le monument est classé au titre des monuments historiques en 1933.